# Макино, Сёдзо (кинематографист)
Сёдзо Макино (яп. 牧野省三 Макино Сё:дзо:, 22 сентября 1878, Киото, Япония — 25 июля 1929) — японский кинорежиссёр, продюсер и сценарист, которого называют «отцом-основателем японского кино». Макино был первым профессиональным режиссёром в Японии, значительно обновившем национальный кинематограф применением новых кинематографических средств выразительности, он также стоял у истоков основания жанра дзидайгэки (костюмно-исторических самурайских драм, действие которых обычно происходило в период Эдо — 1603—1868). Сёдзо Макино был не только пионером национальной кинематографии, но и основателем первой в стране кинодинастии — все четверо его сыновей и две дочери вошли в кинобизнес, включая Масахиро Макино (1908—1993), продолжателя дела отца, добившегося известности в качестве одного из мастеров жанра «дзидайгэки».

## Биография

### Ранние годы
Родившийся в 1878 году в небольшом городке Киэхоку района Китакувада в префектуре Киото (ныне Киэхоку является частью разросшегося мегаполиса Киото) Сёдзо Макино был незаконнорождённым ребёнком, так как его родители не состояли в браке, что не мешало им сожительствовать. Его отец был военным, мать поначалу была домохозяйкой, однако 1 сентября 1901 года, после небольшого ремонта в принадлежащем семье помещении площадью 300 квадратных метров, она открыла театр, став таким образом хозяйкой театральной труппы. Двадцатидвухлетний Сёдзо помогал матери в управлении театром, одновременно выступая в качестве актёра в постановках.

### Карьера в кино
В 1908 году, в момент становления нового вида искусства, двое братьев-продюсеров Сёкай Ёкота и Эйносукэ Ёкота позовут Сёдзо Макино испробовать свои силы в синематографе, поручив ему постановку кинолент в жанре дзидайгэки. Дебютировал постановкой короткометражки «Сражение у храма Хоннодзи» (1908). У Сёдзо было чутьё на таланты: он разглядел в актёре Мацуносукэ Оноэ, работавшем в странствующей театральной труппе, задатки звезды. Макино предложил Оноэ сниматься в своих фильмах и сделал его первой звездой национального кинематографа. В 1912 году в результате объединения нескольких компаний, в том числе и студии братьев Ёкота образовалась новая кинокомпания «Никкацу», в которой Сёдзо Макино продолжит работать, ставя от 60-ти до 80-ти короткометражек ежегодно. В большинстве его фильмов будет сниматься Мацуносукэ Оноэ.
В 1919 году Сёдзо Макино основал компанию «Микадо» для постановки учебных фильмов. В 1920-м Макино на какое-то время вернётся в «Никкацу», но продолжит работу в основанной им в 1923 году независимой продюсерской компании Makino Film Productions, где он будет уже не только режиссёром, но и проявит свой талант в качестве кинопродюсера. В Makino Film Productions было сделано много успешных фильмов, как исторических так и современных, снятых не только им самим, но и рядом других кинематографистов. Именно в кинокомпании Makino Film Productions будет рождена звезда фильмов дзидайгэки 1920-х годов — актёр Цумасабуро Бандо.
В 1927-1928 годах Сёдзо Макино руководил постановкой эпической саги о сорока семи ронинах «Тюсингура: Правдивая история», вышедшей на экраны к его пятидесятилетию, один из немногих сохранившихся до наших дней его фильмов. На следующий год Сёдзо Макино умрёт от сердечной недостаточности.
Кинематографисты, считающиеся его воспитанниками: режиссёры Тому Утида, Тэйносукэ Кинугаса, его не менее знаменитый сын Масахиро Макино, Бунтаро Футагава; актёры Мацуносукэ Оноэ, Цумасабуро Бандо, Утаэмон Итикава и многие другие.

## Кинодинастия
Сёдзо Макино является основателем одной из самых знатных семейных династий в истории японского кино. У него было шестеро детей. Двое из его сыновей, Садацугу Мацуда (1906—2003) и Масахиро Макино (1908—1993), были также популярными кинорежиссёрами. Третий — Мицуо Макино был крупным кинопродюсером, четвёртый — Синдзо Макино также работал в качестве режиссёра (его женой была актриса Тикако Мияги, 1922—1996). Масахиро в свою очередь был женат на киноактрисе Юкико Тодороки (1917—1967), а их сын Масаюки Макино являлся главой Окинавской Актёрской школы (Okinawa Actor's School). Дочь Сёдзо Макино — Томоко Макино (1907—1984) была актрисой. Томоко была замужем за актёром Кунитаро Савамура (1905—1974) и родила от него двух сыновей, ставших актёрами: Масахико Цугаву (род. 1940) и Хироюки Нагато (1934—2011), каждый из которых женился на актрисах. Супруга Масахико Цугавы — Юкидзи Асаока (род. 1935), а женой Хироюки Нагато была Йоко Минамида (1933—2009). Актёрами также являются брат и сестра Кунитаро Савамуры — Дайсукэ Като (1910—1975) и Садако Савамура (1908—1996).

## Избранная фильмография режиссёрских работ
- 1908 — «Сражение у храма Хоннодзи» / 本能寺合戦 / Honnô-ji gassen — к/м
- 1909 — «Таканори Кодзима и сакура» / 児島高徳誉の桜 / Kojima Takanori hokare no sakura — к/м
- 1909 — «Адатигахара на северной земле» / 安達原三段目袖萩祭文の場 / Adachigahara sandanme sodaeagi saibun nô — к/м
- 1909 — «Мастер игры в го Таданобу» / 碁盤忠信源氏　礎 / Goban Tadanobu — к/м
- 1910 — «Военные записки Исияма» / 石山軍記 / Ishiyama gunki — к/м
- 1910 — «Происхождение Сандзюсангэн-до» / 三十三間堂棟由来 / Sanjûsangen-dô-tôyurai — к/м
- 1910 — «Тюсингура» / 忠臣蔵 / Chûshingura — к/м
- 1911 — «Сиканасукэ Яманака» / 山中鹿之助 / Yamanaka Shikanosuke — к/м
- 1911 — «Ятаро из Сэкигути» / 関口弥太郎 / Sekiguchi yatarô (к/м)
- 1912 — «Тюсингура» / 忠臣蔵 / Chûshingura — к/м
- 1912 — «История жизни Тасукэ Итидаики» / 塩原多助一代記 / Shiobara Tasuke Ichidaiki — к/м
- 1912 — «Дзиродзаэмон Сано» / 佐野次郎左衛門 / Sano Jirôzaemon — к/м
- 1912 — «Ёцуя кайдан» / 四つ谷怪談 / Yotsuya kaidan — к/м
- 1912 — «Жизнь и генерал Ноги» / 乃木将軍と生涯 / Nogi shôgun to shôgai — к/м
- 1912 — «Тюсингура» / 忠臣蔵 / Chûshingura — к/м
- 1912 — «Тацугуро из Ёдоя» / 淀屋辰五郎 / Yodoya Tatsugorô — к/м
- 1912 — «Кагэкиё Акуситибэй» / 悪七兵衛景清 / Akushichibei Kagekiyo — к/м
- 1912 — «Божественный дракон Отама» / 竜神お玉 / Ryûjin Otama — к/м
- 1912 — «Биография Сюнкан» / 俊寛一代記 / Shunkan ichidaiki — к/м
- 1912 — «Демон Умэкити» / 鬼の梅吉 / Oni no Umekichi — к/м
- 1912 — «Биография Бэнкэй» / 弁慶一代記 / Benkei ichidaiki — к/м
- 1913 — «Тюсингура» (I) / 忠臣蔵 / Chûshingura — к/м
- 1913 — «Ёгоро Канзаки» / 柳沢騒動 / Kanzaki Yogorô — к/м
- 1913 — «Борьба на Янагисава» / 松前屋五郎兵衛 / Yanagisawa sôdô — к/м
- 1913 — «Матаэмон Араки» / 荒木又右衛門 / Araki Mataemon — к/м
- 1913 — «Пьяница Городзо» / 桜木お蝶 / Chôshi no Gorozô — к/м
- 1913 — «Сакура Согоро» / 佐倉宗五郎 / Sakura Sôgorô — к/м
- 1913 — «Ёсигоро Каминари» / 銚子の五郎蔵 / Kaminari Yoshigorô — к/м
- 1913 — «Кадзуэмон Фува» / 不破数右衛門 / Fuwa Kazuemon — к/м
- 1913 — «Симпати — дикий Дьявол» / 荒鬼新八 / Araoni Shinpachi — к/м
- 1913 — «Гонгоро на рассвете» / 旭権五郎 / Asahi Gengorô — к/м
- 1913 — «Юи и Мурубаси» / 由井と丸橋 / Yui to marubashi — к/м
- 1913 — «Месть кино» / 写真の仇討 / Shashin no adauchi — к/м
- 1913 — «Жизнь святого Монгаку» / 文覚上人一代記 / Mongaku shônin ichidaiki — к/м
- 1913 — «Парень из Онацу» / 奴のお初 / Yakko no Ohatsu — к/м
- 1913 — «Дата большой консультации» / 伊達大評定 / Date daihyôjô — к/м
- 1913 — «Риндзо из Акао» / 赤尾の林蔵 / Akao no Rinzô — к/м
- 1913 — «История призрака Ёсивара: Тодзи из Кодзакура» / 吉原怪談小桜長次 / Yoshiwara kaidan Kozakura Chôji — к/м
- 1913 — «Тюсингура» (II) / 忠臣蔵 / Chûshigura — к/м
- 1913 — «Сказка о боевых искусствах: Десять героев Амако» / 武勇伝尼子十勇士 / Buyûden amako jûyûshi — к/м
- 1913 — «Биография Ёсинобу Токугавы» / 徳川慶喜公一代記 / Tokugawa Yoshinobu kô ichidaiki — к/м
- 1913 — «Мальчик Ёритомо» / 頼朝小僧 / Yoritomo kozô — к/м
- 1913 — «Таро Тэнгу» / 天狗太郎 / Tengu Tarô — к/м
- 1913 — «Токудзи Микадзуки» / 三日月徳次 / Mikazuki Tokuji — к/м
- 1913 — «Тёкити Кодзакура» / 小桜長吉 / Kozakura Chôkichi — к/м
- 1913 — «Кансукэ Кидзу» / 木津勘助 / Kizu Kansuke — к/м
- 1913 — «Нагатоноками Кимура» / 木村長門守 / Kimura Nagatonokami — к/м
- 1913 — «Ясубэи Хорибэ» / 堀部安兵衛 / Horibe Yasubei — к/м
- 1913 — «Мицухидэ Акэти» / 明智光秀 / Akechi Mitsuhide — к/м
- 1914 — «Гэнносукэ Арима» / 有馬源之助 / Arima Gennosuke — к/м
- 1914 — «Риёма Сакамото» / 坂本竜馬 / Sakamoto Ryôma — к/м
- 1914 — «Дзирайя» / 児雷也 / Jiraiya — к/м
- 1914 — «Гондзабуро Сасано» / 笹野権三郎 / Sasano Gonzaburô — к/м
- 1914 — «Хэйхатиро Осио» / 大塩平八郎 / Ôshio Heihachirô — к/м
- 1914 — «Судья Огури» / 小栗判官 / Oguri hankan — к/м
- 1914 — «Миямото Мусаси» / 宮本武蔵 / Miyamoto Musashi — к/м
- 1914 — «Сосюн Котияма» / 河内山宗俊 / Kôchiyama Sôshun (к/м)
- 1914 — «История Сирануи» / しらぬい物語 / Shiranui monogatari — к/м
- 1914 — «Биография святого Нитирэна» / 日蓮上人一代記 / Nichiren shônin ichidaiki — к/м
- 1914 — «Сукэроку Ханакавадо» / 花川戸助六 / Hanakawado Sukeroku — к/м
- 1914 — «Саманосукэ Акэти» / 明智左馬之助 / Akechi Samanosuke — к/м
- 1914 — «Дансэти и Куробэи на летнем фестивале» / 夏祭団七九郎兵衛 / Natsumatsuri Danshichi Kurobei — к/м
- 1914 — «Торадзиро Итикава» / 石川寅次郎 / Ishikawa Torajirô — к/м
- 1914 — «Огонь с длинными рукавами» / 振袖火事 / Fûisode kaji — к/м
- 1914 — «Даймё Сабуромару» / 大名三郎丸 / Daimyô Saburômaru — к/м
- 1914 — «Тёситиро Мацудайра» / 松平長七郎 / Matsudaira Chôshichirô — к/м
- 1914 — «Дандзюро Итикава» / 市川団十郎 / Ichikawa Danjûrô — к/м
- 1914 — «Скандал в Этиго» / 越後騒動 / Echigo sôdô — к/м
- 1914 — «Хидэмару Арао» / 荒尾秀丸 / Arao Hidemaru — к/м
- 1914 — «Тюсингура» / 忠臣蔵 / Chûshingura — к/м
- 1915 — «Запись Мито Комона» / 水戸黄門記 / Mito Kômon ki — к/м
- 1918 — «Месть на реке Сумида» / 隅田川の仇討 / Sûmidagawa no adauchi
- 1918 — «Серп и цепи: Месть почтительной дочери» / 鎖鎌孝女の仇討 / Kûsarigama kogo no adaûchi
- 1919 — «Записи Мито Комона: Часть IV» / 水戸黄門記　第四篇 / Mito Kômon ki daiyonhen
- 1920 — «Министр финансов Итидзо» / 一条大蔵卿 / Ichijô Ôkura kyô
- 1921 — «Дзирайя, ниндзя» / 豪傑児雷也 / Goketsu Jiraiya — к/м
- 1921 — «Госпожа Дайнанко» / 大楠公夫人 / Dainankô fujin
- 1921 — «Тюсингура» («47 ронинов») / 忠臣蔵 / Chûshingura (The Loyal 47 Ronin)
- 1922 — «Золотой тигр» / 黄金の虎 / Оugon no tora
- 1922 — «Жена Кадзутоё Ямэнути» / 山之内一豊の妻 / Yamanouchi kazutoyo no tsuma
- 1923 — «Большой Караносукэ Исиути» / 大石内蔵之助 / Dai ishiuchi kuranosuke
- 1923 — «Мастер гравюры» / 紫頭巾浮世絵師 / Murasaki-zukin ukiyoe shi
- 1923 — «Госпожа Дайнанко» / 大楠公夫人 / Dainankô fujin
- 1923 — «Две силы Томигоро» / 二人勢力富五郎 / Ni nin seiryoku tomigorou
- 1925 — «Позабыв о мести» / 恩讐の彼方に / Onshu-no kanata ni
- 1927 — «Слёзы» / 涙 / Namida
- 1928 — «Тюсингура: Правдивая история» / 忠魂義烈　実録忠臣蔵 / Chûkon giretsu — Jitsuroku Chûshingura
- 1928 — «---» / 雷電 / Raiden